# 스탠리 B. 프루시너
스탠리 벤저민 프루시너(영어: Stanley Benjamin Prusiner, 1942년 5월 28일 ~ )는 미국의 신경학자, 생화학자이다. 1997년에 감염을 일으키는 단백질 분자인 프리온을 발견한 공로로 노벨 생리학·의학상을 수상했다.

## 수상 경력
- 1993년 : 딕슨상
- 1993년 : 리처드 런즈베리상
- 1994년 : 앨버트 래스커 기초 의학 연구상
- 1996년 : 게이오 의학상
- 1997년 : 노벨 생리학·의학상[4]

## 회원
- 1997년 : 왕립학회 외국인 회원[1][5]

## 같이 보기
- 대니얼 칼턴 가이듀섹